# ファンタジア大賞
ファンタジア大賞（ファンタジアたいしょう）は、KADOKAWAの社内ブランド・富士見書房が毎年主催している長編小説を対象とした日本の文学賞である。

## 概要
第20回までの名称はファンタジア長編小説大賞（ファンタジアちょうへんしょうせつたいしょう）であった。
第7〜13回までの7回連続で出なかったことで代表されるように滅多に大賞が出ないこと、選考期間が異常に長いことで知られていたが、ファンタジア長編小説大賞から賞の名称がリニューアルしてからは大賞作品が選出される回数も増え、また選考期間に関しても年2期制で入選作品を発表するようになった。
上の選考期間の説明でも触れているが、第24回と第26回は2期に分けて選考されて、また以後の募集に関しても、第28回より開催回の中で前期後期で分けて募集し、最終選考に残す作品をそれぞれ決めるという形に変更された。
賞は大賞、準入選、佳作、審査員特別賞、努力賞などがあったが、第21回より大賞、金賞、銀賞、読者賞へ変更。第24回後期からはラノベ文芸部門が作られ、ラノベ文芸賞が追加となった。第26回冬期の募集に際して、ラノベ文芸部門はラノベ文芸賞として独立した。
第30回では、短編部門「ドラゴンマガジン賞」や、ファンタジア文庫作品へつける「キャッチコピー大賞」が特別に設けられた。短編部門の受賞作品はドラゴンマガジンに掲載された。
第24回後期から郵送での受け付けは廃止しオンライン選考がスタート。
受賞作品の発売元は富士見書房から発行している富士見ファンタジア文庫から。巻末に編集部もしくは選考委員による解説がつくことが多い。

## 選考委員
- 田中芳樹（第1 - 7回）
- 竹河聖（第1 - 9回）
- 火浦功（第1 - 20回）
- 岬兄悟（第1 - 20回）
- 安田均（第1 - 20回）
- ドラゴンマガジン編集部（第1 - 23回、第30回）
- 神坂一（第8 - 20回）
- ひかわ玲子（第10 - 20回）
- ファンタジア文庫編集部（第14 - 21回、第26回）
- ファンタジア文庫編集長（第21回 - ）
- 賀東招二（第21 - 23回）
- 四季童子（第21 - 23回）
- 鏡貴也（第21 - 23回、第24回後期）
- 雨木シュウスケ（第24回前期、第25 - 27回）
- 葵せきな（第24回前期、第25 - 32回）
- あざの耕平（第24回後期、第26 - 27回）
- 石踏一榮（第28 - 32回）
- 橘公司（第28回 - ）
- 伊藤智彦（第30回（特別選考委員））
- 細音啓（第33回 - ）
- 羊太郎（第33回 - ）

## 入賞作品一覧
年は発表年。斜字は未刊行。（）内は改題。後にシリーズ化された作品については、受賞作（第1巻）の刊行時サブタイトルは割愛している場合がある。著者へのリンクは文庫デビューした者のみ。
| 回数                  | 賞                                              | タイトル （刊行時表題） | 著者 （刊行時筆名）                            | 出典   |
| --------------------- | ----------------------------------------------- | --- | ---------------------------------------------- | ------ |
| 第1回 （1989年）      | 準入選                                          | スレイヤーズ! | 神坂一                                         | [ 6 ]  |
| 第1回 （1989年）      | 準入選                                          | リュカオーン | 縄手秀幸                                       | [ 6 ]  |
| 第1回 （1989年）      | 佳作                                            | 風の輪舞（） | 不破純 （冴木忍）                              | [ 6 ]  |
| 第1回 （1989年）      | 佳作                                            | シーヴァス | 山本利津夫                                     | [ 6 ]  |
| 第1回 （1989年）      | 努力賞                                          | 聖騎士物語 | 鷲灘宰務                                       | [ 6 ]  |
| 第2回 （1990年）      | 準入選                                          | ねこたま | 小林めぐみ                                     | [ 7 ]  |
| 第2回 （1990年）      | 準入選                                          | ポートタウン・ブルース -私立探偵二一〇四年- （ポートタウン・ブルース）                                                            | 田野康志 （麻生俊平）                          | [ 7 ]  |
| 第2回 （1990年）      | 努力賞                                          | 日之本外伝 生命神の野望 | 中西健也                                       | [ 7 ]  |
| 第2回 （1990年）      | 最終選考                                        | はるかなる時の彼方に | 空声風音                                       | [ 7 ]  |
| 第2回 （1990年）      | 最終選考                                        | 陽気な放浪者 | 森田真波                                       | [ 7 ]  |
| 第3回 （1991年）      | 準入選                                          | 鬼の話 （ひとつ火の粉の雪の中）                                                                                                   | 秋田禎信                                       | [ 8 ]  |
| 第3回 （1991年）      | 準入選                                          | 東北呪禁道士 | 大林憲司                                       | [ 8 ]  |
| 第3回 （1991年）      | 佳作                                            | 戦国異形軍記 | 葛西伸哉                                       | [ 8 ]  |
| 第3回 （1991年）      | 佳作                                            | 見知らぬ世界の友よ | 神理真 （護矢真）                              | [ 8 ]  |
| 第3回 （1991年）      | 佳作                                            | 空が遠ざかったあと | 原山可奈                                       | [ 8 ]  |
| 第3回 （1991年）      | 努力賞                                          | 村立文化魔術大学 -∞プログラム | すずきしんじ                                   | [ 8 ]  |
| 第4回 （1992年）      | 大賞                                            | はじまりの骨の物語 | 五代ゆう                                       | [ 9 ]  |
| 第4回 （1992年）      | 準入選                                          | 翡翠の魔身変 （翡翠の魔身変 妖魔アモル）                                                                                          | まみやかつき                                   | [ 9 ]  |
| 第4回 （1992年）      | 努力賞                                          | SCRAMBLE MAKERS | 羽広里子                                       | [ 9 ]  |
| 第4回 （1992年）      | 特別賞                                          | 喪中の戦士 | ろくごまるに                                   | [ 9 ]  |
| 第4回 （1992年）      | 最終選考                                        | 移住船ノア | 大田寛                                         | [ 9 ]  |
| 第5回 （1993年）      | 準入選                                          | 銃と魔法 | 川崎康宏                                       | [ 10 ] |
| 第5回 （1993年）      | 佳作                                            | ルスキエ・ビチャージ （死天使は冬至に踊る ルスキエ・ビチャージ）                                                                  | 富永浩史                                       | [ 10 ] |
| 第5回 （1993年）      | 奨励賞                                          | 龍炎使いの牙 | 野上礼史 （雑賀礼史）                          | [ 10 ] |
| 第5回 （1993年）      | 最終選考                                        | 聖王伝説 | 香月郁生                                       | [ 10 ] |
| 第5回 （1993年）      | 最終選考                                        | 魔術師と一匹の猫 | 霞しのぶ                                       | [ 10 ] |
| 第6回 （1994年）      | 大賞                                            | 神々の砂漠 （神々の砂漠 風の白猿神）                                                                                              | 滝川羊                                         | [ 11 ] |
| 第6回 （1994年）      | 佳作                                            | 海賊船ガルフストリーム | 槻矢壇 （なつみどり）                          | [ 11 ] |
| 第6回 （1994年）      | 特別賞                                          | そんな血を引く戦士たち | 川口大介                                       | [ 11 ] |
| 第6回 （1994年）      | 最終選考                                        | 黄金の鹿の奇跡 （黄金の鹿の闘騎士）                                                                                               | 南房秀久                                       | [ 11 ] |
| 第6回 （1994年）      | 最終選考                                        | ゴルディアスの結び目 | 朝日奈徹                                       | [ 11 ] |
| 第7回 （1995年）      | 佳作                                            | 天の御蔭日の御蔭 （月王） | 櫻井月子 （櫻井牧）                            | [ 12 ] |
| 第7回 （1995年）      | 佳作                                            | エルネミアの棺 （エルネミアの棺 異相界の凶獣）                                                                                    | 対馬正治                                       | [ 12 ] |
| 第7回 （1995年）      | 最終選考                                        | 卑怯者凱旋記 | 山本亮二                                       | [ 12 ] |
| 第7回 （1995年）      | 最終選考                                        | ガナルの橋 | すぎたことよ                                   | [ 12 ] |
| 第7回 （1995年）      | 最終選考                                        | ようこそ麒麟亭へ | 白井壮一郎                                     | [ 12 ] |
| 第8回 （1996年）      | 準入選                                          | 杖術師夢幻帳 | 昆飛雄                                         | [ 13 ] |
| 第8回 （1996年）      | 準入選                                          | 友井町バスターズ | ばけら （水無月ばけら）                        | [ 13 ] |
| 第8回 （1996年）      | 佳作                                            | 氷壁のシュプール | 篠原正                                         | [ 13 ] |
| 第8回 （1996年）      | 特別賞                                          | 気象精霊記 正しい台風の起こし方                                                                                                   | 清水文化                                       | [ 13 ] |
| 第8回 （1996年）      | 最終選考                                        | 死霊導師-ネクロマンサー- | 家富要拓                                       | [ 13 ] |
| 第8回 （1996年）      | 最終選考                                        | 軌道華の夢 | 武仁史                                         | [ 13 ] |
| 第9回 （1997年）      | 準入選                                          | ドラゴンズ・ウィル | 榊一郎                                         | [ 14 ] |
| 第9回 （1997年）      | 佳作                                            | カレイドスコープの少女 | 内藤渉                                         | [ 14 ] |
| 第9回 （1997年）      | 佳作                                            | 化け猫じゃらし （吉原天災騒動記 化け猫じゃらし）                                                                                  | 高橋夕樹                                       | [ 14 ] |
| 第9回 （1997年）      | 最終選考                                        | 霧の都の吸血鬼 | 山田耕平 （字野耕平）                          | [ 14 ] |
| 第9回 （1997年）      | 最終選考                                        | トライアングル・マジック・シティ                                                                                                  | 青田竜幸                                       | [ 14 ] |
| 第9回 （1997年）      | 最終選考                                        | 欲求不満の馬鹿は吸血鬼の夢を見るか                                                                                                | 矢野茂                                         | [ 14 ] |
| 第10回 （1998年）     | 準入選                                          | ザ・サード （ザ・サード 蒼い瞳の刀使い）                                                                                          | 星野亮                                         | [ 15 ] |
| 第10回 （1998年）     | 準入選                                          | 退魔師鬼十郎 （退魔師鬼十郎 宝珠、紅に染まるとき）                                                                                | 市川丈夫                                       | [ 15 ] |
| 第10回 （1998年）     | 特別賞                                          | 並列バイオ | 川上亮 （秋口ぎぐる）                          | [ 15 ] |
| 第10回 （1998年）     | 最終選考                                        | 逆さ月の夏 | 呉和希                                         | [ 15 ] |
| 第10回 （1998年）     | 最終選考                                        | 太陽の王冠 | 松本伽也                                       | [ 15 ] |
| 第11回 （1999年）     | 準入選                                          | 魔魚戦記 | 吉村夜                                         | [ 16 ] |
| 第11回 （1999年）     | 準入選                                          | 覇壊の宴 | 日昌晶                                         | [ 16 ] |
| 第11回 （1999年）     | 特別賞                                          | 式神宅配便の二宮少年 | イセカタワキカツ （瀧川武司）                  | [ 16 ] |
| 第11回 （1999年）     | 最終選考                                        | 風、焉わる頃 | 高橋沙都子                                     | [ 16 ] |
| 第11回 （1999年）     | 最終選考                                        | コンプレックス | 山本浩之                                       | [ 16 ] |
| 第11回 （1999年）     | 最終選考                                        | 平和村怪奇譚 | 今泉広行                                       | [ 16 ] |
| 第12回 （2000年）     | 準入選                                          | 武官弁護士エル・ウィン | 須藤貴之 （鏡貴也）                            | [ 17 ] |
| 第12回 （2000年）     | 準入選                                          | 激突カンフーファイター | 清水良英                                       | [ 17 ] |
| 第12回 （2000年）     | 佳作                                            | アンジュ・ガルディアン | 年見智 （年見悟）                              | [ 17 ] |
| 第12回 （2000年）     | 努力賞                                          | ωβ〜ダブリュベータ〜 | まきびしゆーき （伊澄優希）                    | [ 17 ] |
| 第12回 （2000年）     | 最終選考                                        | AT-RANDOM炎 | 夏臓                                           | [ 17 ] |
| 第12回 （2000年）     | 最終選考                                        | 私立天領高校春の乱 | さとくらじん                                   | [ 17 ] |
| 第13回 （2001年）     | 準入選                                          | 風に祈りを （風の聖痕（） | 山本敬弘 （山門敬弘）                          | [ 18 ] |
| 第13回 （2001年）     | 佳作                                            | 西域剣士列伝 （西域剣士列伝 天山疾風記）                                                                                          | 松下寿治                                       | [ 18 ] |
| 第13回 （2001年）     | 佳作                                            | ラッシュ・くらっしゅ・トレスパス! （ラッシュ・くらっしゅ・トレスパス!-鋼鉄の吸血鬼-）                                             | 松川周作 （風見周）                            | [ 18 ] |
| 第13回 （2001年）     | 努力賞                                          | Varofess―ヴァロフェス― | 和田賢一                                       | [ 18 ] |
| 第13回 （2001年）     | 最終選考                                        | 月の嬰児 （夕なぎの街 十八番街の迷い猫）                                                                                          | 渡辺まさき                                     | [ 18 ] |
| 第14回 （2002年）     | 大賞                                            | 12月のベロニカ | 貴子潤一郎                                     | [ 19 ] |
| 第14回 （2002年）     | 準入選                                          | 攻撃天使 スーサイドホワイト | 月硝石 （高瀬ユウヤ）                          | [ 19 ] |
| 第14回 （2002年）     | 佳作                                            | すべては勅命のままに （ラキスにおまかせ すべては勅命のままに）                                                                    | 桑田淳                                         | [ 19 ] |
| 第14回 （2002年）     | 佳作                                            | エレメンツ・マスター （エレメンツ・マスター セルフィス様は馬耳東風!）                                                             | 二宮たまき （弐宮環）                          | [ 19 ] |
| 第14回 （2002年）     | 最終選考                                        | 村雨放浪記 | 司真秀一                                       | [ 19 ] |
| 第14回 （2002年）     | 最終選考                                        | りぶれ・ら・らいぶら | 長野亮太                                       | [ 19 ] |
| 第15回 （2003年）     | 準入選                                          | 天華無敵! | 響遊山 （ひびき遊）                            | [ 20 ] |
| 第15回 （2003年）     | 佳作                                            | -I-S-O-N- （ISON -イソン-） | 一乃勢まや                                     | [ 20 ] |
| 第15回 （2003年）     | 佳作                                            | 仙龍演義 （仙・龍・演・義 開演! 仙娘とネコのプレリュード）                                                                        | 秋穂有輝                                       | [ 20 ] |
| 第15回 （2003年）     | 佳作                                            | マテリアル・ナイト 少女は巨人と踊る                                                                                               | 雨木シュウスケ                                 | [ 20 ] |
| 第15回 （2003年）     | 努力賞                                          | オラガ村ぁ平和 （パラダイス・メーカー オラが村ぁ平和）                                                                            | 椀倭論 （八街歩）                              | [ 20 ] |
| 第15回 （2003年）     | 最終選考                                        | 王国神話 産声は大地に響く （王国神話 空から降る天使の夢）                                                                         | 明日香々一                                     | [ 20 ] |
| 第16回 （2004年）     | 準入選                                          | 約束の柱、落日の女王 | 巖凪一葉 （いわなぎ一葉）                      | [ 21 ] |
| 第16回 （2004年）     | 準入選                                          | トウヤのホムラ | 小泉八束                                       | [ 21 ] |
| 第16回 （2004年）     | 佳作                                            | ご愁傷さま二ノ宮くん | 鈴木大輔                                       | [ 21 ] |
| 第16回 （2004年）     | 佳作                                            | ムーンスペル!! | 筑後啓太 （尼野ゆたか）                        | [ 21 ] |
| 第16回 （2004年）     | 特別賞                                          | まおうとゆびきり | 宮本健史 （六甲月千春）                        | [ 21 ] |
| 第16回 （2004年）     | 最終選考                                        | SAKURA-ment | 和井契                                         | [ 21 ] |
| 第17回 （2005年）     | 準入選                                          | 盗賊娘はお国のために （紅牙のルビーウルフ）                                                                                       | 淡路帆希                                       | [ 22 ] |
| 第17回 （2005年）     | 佳作                                            | 七人の武器屋 新装開店・エクス・ガリバー （七人の武器屋 レジェンド・オブ・ビギナーズ!）                                            | 大楽絢太                                       | [ 22 ] |
| 第17回 （2005年）     | 佳作                                            | マテリアルゴースト | 葵せきな                                       | [ 22 ] |
| 第17回 （2005年）     | 特別賞                                          | 電蜂 den-pachi | 石踏一榮                                       | [ 22 ] |
| 第17回 （2005年）     | 審査 委員賞                                     | 運命破壊者（） 復讐の魔王と策略の皇帝 （抗いし者たちの系譜 逆襲の魔王）                                                           | 久遠彷徨 （三浦良）                            | [ 22 ] |
| 第17回 （2005年）     | 審査 委員賞                                     | 琥珀の心臓 | 瀬尾つかさ                                     | [ 22 ] |
| 第18回 （2006年）     | 大賞                                            | 鬼子草子（）〜人と神と妖と〜 （戦鬼-イクサオニ―）                                                                                 | 川口士                                         | [ 23 ] |
| 第18回 （2006年）     | 準入選                                          | 死神とチョコレート・パフェ | 花凰神也                                       | [ 23 ] |
| 第18回 （2006年）     | 準入選                                          | 太陽戦士サンササン | 坂照鉄平                                       | [ 23 ] |
| 第18回 （2006年）     | 佳作                                            | 黄昏色の詠使い イヴは夜明けに微笑んで                                                                                             | 細音啓                                         | [ 23 ] |
| 第18回 （2006年）     | 努力賞                                          | 輝石の花 | 河屋一                                         | [ 23 ] |
| 第18回 （2006年）     | 最終選考                                        | イーヴルアイド/ヴァーレット | 土屋流太郎                                     | [ 23 ] |
| 第19回 （2007年）     | 準入選                                          | 量産型はダテじゃない! | 柳実冬貴                                       | [ 24 ] |
| 第19回 （2007年）     | 佳作                                            | 砂のレクイエム （沙の園に唄って）                                                                                                 | 手島史詞                                       | [ 24 ] |
| 第19回 （2007年）     | 佳作                                            | 夢幻史記 游侠妖魅列伝 | 真崎雅樹                                       | [ 24 ] |
| 第19回 （2007年）     | 最終選考                                        | 蜂蜜王ティティ | nina                                           | [ 24 ] |
| 第19回 （2007年）     | 最終選考                                        | Appassionato | 田畑美里                                       | [ 24 ] |
| 第19回 （2007年）     | 最終選考                                        | A STELLAR ONE | 悟浄由多                                       | [ 24 ] |
| 第20回 （2008年）     | 準入選                                          | 全ては授業参観のために （蒼穹のカルマ）                                                                                           | 公司 （橘公司）                                | [ 25 ] |
| 第20回 （2008年）     | 佳作                                            | これはゾンビですか?はい、魔法少女です （これはゾンビですか?）                                                                     | きむらきんじ （木村心一）                      | [ 25 ] |
| 第20回 （2008年）     | 佳作                                            | 甘い過日 | 倉田樹                                         | [ 25 ] |
| 第20回 （2008年）     | 最終選考                                        | 気付いたら俺は生きていて | 愛河祈                                         | [ 25 ] |
| 第20回 （2008年）     | 最終選考                                        | 異説・管理人になるためには | Gloomy sight                                   | [ 25 ] |
| 第20回 （2008年）     | 最終選考                                        | おねがい☆かみさま | 津久井隼人                                     | [ 25 ] |
| 第21回 （2009年）     | 大賞                                            | 日曜の人達 （神さまのいない日曜日）                                                                                               | 入江君人                                       | [ 26 ] |
| 第21回 （2009年）     | 金賞                                            | 中の下と言われたオレ〜聖☆イチロー高校をつぶせ!〜 （中の下!）                                                                      | 長岡真規子 （長岡マキ子）                      | [ 26 ] |
| 第21回 （2009年）     | 読者賞                                          | 夏海紗音と不思議な航海 （夏海紗音と不思議な世界）                                                                                 | 直江ヒロト                                     | [ 26 ] |
| 第21回 （2009年）     | 最終選考                                        | 黒巻き角帝国の厄日 | 淡群赤光 （あわむら赤光）                      | [ 26 ] |
| 第21回 （2009年）     | 最終選考                                        | 運び屋の歌 | 川蝉五月                                       | [ 26 ] |
| 第22回 （2010年）     | 金賞                                            | アレンシアの魔女 （カナクのキセキ）                                                                                               | 上総朋大                                       | [ 27 ] |
| 第22回 （2010年）     | 銀賞                                            | ルドルフと少女 （ごめんねツーちゃん ‐1/14569‐）                                                                                   | 水沢黄平                                       | [ 27 ] |
| 第22回 （2010年）     | 読者賞                                          | ヘルカム! | 八奈川来晶 （八奈川景晶）                      | [ 27 ] |
| 第22回 （2010年）     | 特別賞                                          | ジャスティン! | 小端安我流 （小林がる）                        | [ 27 ] |
| 第22回 （2010年）     | 最終選考                                        | マルタの十字 | 大黒尚人                                       | [ 27 ] |
| 第23回 （2011年）     | 大賞                                            | 凸凹ストレンジャーズ （ライジン×ライジン）                                                                                        | 初美陽一                                       | [ 28 ] |
| 第23回 （2011年）     | 読者賞                                          | 凸凹ストレンジャーズ （ライジン×ライジン）                                                                                        | 初美陽一                                       | [ 28 ] |
| 第23回 （2011年）     | 金賞                                            | 勇者になれなかった俺はしぶしぶ就職を決意しました。                                                                                | 風見MAKA （左京潤）                            | [ 28 ] |
| 第23回 （2011年）     | 銀賞                                            | スシコン!〜Super Sister Complex〜 （いもうとコンプレックス! ―IC―）                                                                | 望月洋樹 （稲葉洋樹）                          | [ 28 ] |
| 第23回 （2011年）     | 銀賞                                            | 彼女は魔眼をつかわない （絶対服従カノジョ。）                                                                                     | 春日秋人                                       | [ 28 ] |
| 第23回 （2011年）     | 銀賞                                            | 双界のアトモスフィア | 後藤祥斗 （筧ミツル）                          | [ 28 ] |
| 第23回 （2011年）     | 最終選考                                        | 奴らは、ハツコイ☆推進委員会! | 桧葉つづり                                     | [ 28 ] |
| 第24回前期 （2012年） | 大賞                                            | 再生のパラダイムシフト | 武葉紅 （武葉コウ）                            | [ 29 ] |
| 第24回前期 （2012年） | 読者賞                                          | 再生のパラダイムシフト | 武葉紅 （武葉コウ）                            | [ 29 ] |
| 第24回前期 （2012年） | 金賞                                            | 勇者と過ごす夏休み （勇者リンの伝説）                                                                                             | 琴平ゆき （琴平稜）                            | [ 29 ] |
| 第24回前期 （2012年） | 銀賞                                            | ヤッカイさんとT2T （ウチの彼女が中二で困ってます。）                                                                              | 日の原裕光                                     | [ 29 ] |
| 第24回前期 （2012年） | 銀賞                                            | 森の樵は陽気に歌う （緋剣のバリアント）                                                                                           | 肉Q （小山タケル）                             | [ 29 ] |
| 第24回後期 （2012年） | 金賞                                            | 俺が教官で、彼女たちが魔導師候補生だと……そんなまさかっ! （空戦魔導士候補生の教官）                                                | 諸星遊星 （諸星悠）                            | [ 30 ] |
| 第24回後期 （2012年） | 読者賞                                          | 仇喰の真機鎧霊装 （神喰のエクスマキナ）                                                                                           | 草薙アキ                                       | [ 30 ] |
| 第24回後期 （2012年） | 銀賞                                            | 仇喰の真機鎧霊装 （神喰のエクスマキナ）                                                                                           | 草薙アキ                                       | [ 30 ] |
| 第24回後期 （2012年） | “異”能者たちは青春を謳歌する （新世の学園戦区） | 来生直紀 |                                                | [ 30 ] |
| 第24回後期 （2012年） | ラノベ文芸賞                                    | イラナイチカラ （諸事万端相談所まるなげ堂の事件簿）                                                                               | 阿澄森羅                                       | [ 30 ] |
| 第24回後期 （2012年） | 最終選考                                        | 天使のお仕事 | 戸田恵佑                                       | [ 30 ] |
| 第24回後期 （2012年） | 最終選考                                        | 最終列車に乗りなさい | 手水鉢直樹                                     | [ 30 ] |
| 第24回後期 （2012年） | 最終選考                                        | 星川クインテット！ | 和泉夏乃                                       | [ 30 ] |
| 第25回 （2013年）     | 金賞                                            | ガジェットシティ （心空管レトロアクタ）                                                                                           | 羽根川牧人                                     | [ 31 ] |
| 第25回 （2013年）     | 銀賞                                            | ザ ブルー クロニクル （ブルークロニクル）                                                                                         | 星敦士 （白星敦士）                            | [ 31 ] |
| 第25回 （2013年）     | 読者賞                                          | ザ ブルー クロニクル （ブルークロニクル）                                                                                         | 星敦士 （白星敦士）                            | [ 31 ] |
| 第25回 （2013年）     | 銀賞                                            | 幽霊でSで悪食な彼女が可愛くて仕方ない                                                                                             | 秋月紫                                         | [ 31 ] |
| 第25回 （2013年）     | ラノベ文芸賞                                    | 電池式 （電池式 君の記憶から僕が消えるまで）                                                                                      | 庵桐サチ （庵洞サチ）                          | [ 31 ] |
| 第25回 （2013年）     | ラノベ文芸賞                                    | 僕には彼女が見えない （見えない彼女の探しもの）                                                                                   | 霧友諒 （霧友正規）                            | [ 31 ] |
| 第25回 （2013年）     | 最終選考                                        | 招魂のセレス | 日梨怜一郎                                     | [ 31 ] |
| 第26回冬期 （2014年） | 大賞                                            | ニートなボクが魔術の講師になったワケ （ロクでなし魔術講師と禁忌教典（）                                                           | 羊太郎                                         | [ 32 ] |
| 第26回冬期 （2014年） | 金賞                                            | 女の子に夢を見てはいけません! | 恵比須清司                                     | [ 32 ] |
| 第26回冬期 （2014年） | 金賞                                            | そして紅蓮の雪は止む （死線世界の追放者）                                                                                         | ミズノアユム                                   | [ 32 ] |
| 第26回冬期 （2014年） | 銀賞                                            | 魔法少女ほのりは今すぐ辞めたい。 （今すぐ辞めたい アルスマギカ）                                                                  | 氷高悠                                         | [ 32 ] |
| 第26回冬期 （2014年） | 銀賞                                            | 女装王子と男装王女のワルツ （女装王子の深遠にして優雅なたくらみ）                                                                 | 一石月下                                       | [ 32 ] |
| 第26回冬期 （2014年） | 最終選考                                        | 偽物の雪の降る街 | 阿野ロロ                                       | [ 32 ] |
| 第26回冬期 （2014年） | 最終選考                                        | 形骸都市のサインズ・ロウ | 二也紋途                                       | [ 32 ] |
| 第26回冬期 （2014年） | 最終選考                                        | ホミサイド・ガールズ | 蓮浦行                                         | [ 32 ] |
| 第26回夏期 （2014年） | 準大賞                                          | 死体回収屋ブリッド （100万回死んでも少女は死体回収屋の苦労を知らない）                                                            | 勝間登 （割石裂）                              | [ 33 ] |
| 第26回夏期 （2014年） | 金賞                                            | 大ドロボウは小粋に盗む （オー･ドロボー!）                                                                                         | 岬かつみ                                       | [ 33 ] |
| 第26回夏期 （2014年） | 最終選考                                        | ナイト×ウィザード | 青井シュウ                                     | [ 33 ] |
| 第26回夏期 （2014年） | 最終選考                                        | ジャンク屋サーガ | 言文紡                                         | [ 33 ] |
| 第26回夏期 （2014年） | 最終選考                                        | 風切りのルーチェ | 古池蛙太                                       | [ 33 ] |
| 第26回夏期 （2014年） | 最終選考                                        | 無敵の傭兵と名もなき魔料理人 | 織宮和                                         | [ 33 ] |
| 第27回 （2014年）     | 金賞                                            | 逆襲のスライムトレーナー （できそこないの魔獣錬磨師（）                                                                           | 野生 （見波タクミ）                            | [ 34 ] |
| 第27回 （2014年）     | 金賞                                            | 二・五次元スリーセブンズ （災厄戦線のオーバーロード）                                                                             | 日音暮モノ （日暮晶）                          | [ 34 ] |
| 第27回 （2014年）     | 銀賞                                            | 俺の妹を世界一の魔法使いにする方法 （俺の妹を世界一の魔砲神姫にする方法）                                                         | 田坂彰生 （進藤尚典）                          | [ 34 ] |
| 第27回 （2014年）     | 銀賞                                            | ノーパンツ・チラリズム （オレのラブコメヒロインは、パンツがはけない。）                                                           | 佐倉唄                                         | [ 34 ] |
| 第27回 （2014年）     | 最終選考                                        | 魔法学校ゴーレム科 | 朱瑠兎                                         | [ 34 ] |
| 第28回 （2015年）     | 大賞                                            | 暗殺教師に純潔を―アサシンズプライド― （アサシンズプライド 暗殺教師と無能才女）                                                    | 天城ケイ                                       | [ 35 ] |
| 第28回 （2015年）     | 金賞                                            | 非オタの彼女が俺の持ってるエロゲに興味津々なんだが （非オタの彼女が俺の持ってるエロゲに興味津々なんだが……）                       | ざるとたぬき （滝沢慧）                        | [ 35 ] |
| 第28回 （2015年）     | 銀賞                                            | BLOOD IN BLOOD （イグニッション・ブラッド 暁の英雄）                                                                              | 亜逸                                           | [ 35 ] |
| 第28回 （2015年）     | 銀賞                                            | 佐藤太郎と帰宅戦争 （帰宅戦争 帰りたいんだけど戦争起こしてもいい?）                                                               | 鬼火あられ                                     | [ 35 ] |
| 第28回 （2015年）     | 特別賞                                          | 甘口廿日（あまぐちはつか）は空を飛ぶ （気ままで可愛い病弱彼女の構いかた）                                                         | 竹原漢字                                       | [ 35 ] |
| 第28回 （2015年）     | 特別賞                                          | 姫騎士はオークにつかまりました。                                                                                                  | 霧山よん                                       | [ 35 ] |
| 第28回 （2015年）     | 入選                                            | カイゼル・イクセオス | 烏多森慎也                                     | [ 35 ] |
| 第28回 （2015年）     | 入選                                            | シーフ・テンペラード | 霜月重蔵                                       | [ 35 ] |
| 第29回 （2016年）     | 大賞                                            | 通常攻撃が全体攻撃で二回攻撃のお母さんは好きですか?                                                                               | 井中だちま                                     | [ 36 ] |
| 第29回 （2016年）     | 金賞                                            | だから少年は彼女を消すことにした （追伸 ソラゴトに微笑んだ君へ）                                                                  | 田辺屋敷                                       | [ 36 ] |
| 第29回 （2016年）     | 特別賞                                          | だから少年は彼女を消すことにした （追伸 ソラゴトに微笑んだ君へ）                                                                  | 田辺屋敷                                       | [ 36 ] |
| 第29回 （2016年）     | 金賞                                            | 伏せ札オープンばりに前髪オープン （俺の青春を生け贄に、彼女の前髪をオープン）                                                     | 凪木エコ                                       | [ 36 ] |
| 第29回 （2016年）     | 銀賞                                            | これが俺の最強ロード〜彼女とジジイが導いてくれるようです〜 （魔術学園領域の拳王（） 黒焔姫秘約）                                  | 下等妙人                                       | [ 36 ] |
| 第29回 （2016年）     | 特別賞                                          | 女の子のおしっこは好きですか?[YES/NO] （ぼくの日常が変態に侵蝕されてパンデミック!?）                                              | 相上おかき                                     | [ 36 ] |
| 第29回 （2016年）     | 入選                                            | その死霊術教師、小物 （死霊術教師と異界召喚（）                                                                                   | Ｔ･ユッキツ （降次飛行）                       | [ 36 ] |
| 第29回 （2016年）     | 入選                                            | 殴りサマナと呼ばないで （神獣（）たちと一緒なら世界最強イケちゃいますよ?）                                                        | 福山陽士                                       | [ 36 ] |
| 第30回 （2017年）     | 大賞                                            | カネで買える幸福 （カネは敗者のまわりもの）                                                                                       | 玖城ナギ                                       | [ 37 ] |
| 第30回 （2017年）     | 金賞                                            | 恋愛推奨国家の英雄譚 （恋愛至上都市の双騎士（）                                                                                   | 篠宮夕                                         | [ 37 ] |
| 第30回 （2017年）     | 特別賞                                          | 恋愛推奨国家の英雄譚 （恋愛至上都市の双騎士（）                                                                                   | 篠宮夕                                         | [ 37 ] |
| 第30回 （2017年）     | 金賞                                            | 庄川さんは漏らしそう （お助けキャラに彼女がいるわけないじゃないですか）                                                           | はむばね                                       | [ 37 ] |
| 第30回 （2017年）     | 伊藤智彦 特別賞                                 | 吸血風紀委員会 （ジャッジメント／ブラッド）                                                                                       | 長谷部雄平                                     | [ 37 ] |
| 第30回 （2017年）     | 銀賞                                            | セプテムレックス （セプテムレックス 怠惰の七罪魔と王座戦争）                                                                      | 古宮雅敬                                       | [ 37 ] |
| 第30回 （2017年）     | 銀賞                                            | 美少女剣士は筆と踊る （剣聖の私がお前を好きだと?笑わせるな! 大大大好きなのだ!）                                                   | 月日陽気 （秋月月日）                          | [ 37 ] |
| 第30回 （2017年）     | 特別賞                                          | 青春失格男と、ビタースイートキャット。                                                                                            | 長友一馬                                       | [ 37 ] |
| 第30回 （2017年）     | 入選                                            | エクスパンド・エクステンド | 霞英国                                         | [ 37 ] |
| 第30回 （2017年）     | 入選                                            | アジャンスマン―新時代創作神話― （アジャンスマン:あるいは文化系サークルのラブコメ化を回避する冴えたやりかた）                      | 冥府王祀杜 （御手座祀杜）                      | [ 37 ] |
| 第30回 （2017年）     | 入選                                            | パイロットが倒れたせいで修学旅行に来ていた俺が操縦するハメに （ハーレム・スコードロン）                                           | 上杉託也                                       | [ 37 ] |
| 第30回 （2017年）     | 入選                                            | 君は、この理不尽な運命に抗えるか                                                                                                  | 友村夕                                         | [ 37 ] |
| 第31回 （2018年）     | 大賞                                            | 弾丸魔法とゴースト・プログラム （撃ち抜かれた戦場は、そこで消えていろ ―弾丸魔法とゴースト・プログラム―）                          | 上川景                                         | [ 38 ] |
| 第31回 （2018年）     | 金賞                                            | 食べないお嬢と魔術学園の料理番 | 駿河ゲンゾウ                                   | [ 38 ] |
| 第31回 （2018年）     | 金賞                                            | ハニトラなんて怖くない！ （ハニトラは効かない。英雄だからね、俺）                                                                 | 夏目坂一家                                     | [ 38 ] |
| 第31回 （2018年）     | 銀賞                                            | ギャルのパンツとペンタブレット （オタビッチ綾崎さんは好きって言いたい）                                                           | 戸塚陸                                         | [ 38 ] |
| 第31回 （2018年）     | 銀賞                                            | 死に損ないと心の見方 （札幌市白石区みなすけ荘の事件簿 ココロアラウンド）                                                          | 辻室翔                                         | [ 38 ] |
| 第31回 （2018年）     | 銀賞                                            | 飲んだくれ教官と自己犠牲野郎 （甘えてくる年上教官に養ってもらうのはやり過ぎですか?）                                              | ありにん （神里大和）                          | [ 38 ] |
| 第31回 （2018年）     | 特別賞                                          | 韻に淫するJKと陰キャの僕 （ディスキャラ メグルくん オタクがラップでギャルとバトったら、青春ラブコメ始まった!?）                   | 佐波彗                                         | [ 38 ] |
| 第32回 （2019年）     | 大賞                                            | スパイは甘く誘惑される。学校全員の美少女から （スパイ教室）                                                                       | 竹町                                           | [ 39 ] |
| 第32回 （2019年）     | 金賞                                            | これが俺のヒロイン攻略法 （世界一かんたんなヒロインの攻略しかた）                                                                 | 遊生人 （織笠遊人）                            | [ 39 ] |
| 第32回 （2019年）     | 葵せきな賞                                      | これが俺のヒロイン攻略法 （世界一かんたんなヒロインの攻略しかた）                                                                 | 遊生人 （織笠遊人）                            | [ 39 ] |
| 第32回 （2019年）     | 金賞                                            | 闇堕ちさせた姫騎士に魔王軍が掌握されました （ようこそ最強のはたらかない魔王軍へ! 〜闇堕ちさせた姫騎士に魔王軍が掌握されました〜） | 永松洸志                                       | [ 39 ] |
| 第32回 （2019年）     | 石踏一榮賞                                      | 闇堕ちさせた姫騎士に魔王軍が掌握されました （ようこそ最強のはたらかない魔王軍へ! 〜闇堕ちさせた姫騎士に魔王軍が掌握されました〜） | 永松洸志                                       | [ 39 ] |
| 第32回 （2019年）     | 金賞                                            | 嘘嘘嘘でも愛してる （嘘嘘嘘、でも愛してる）                                                                                       | 川田戯曲                                       | [ 39 ] |
| 第32回 （2019年）     | 橘公司賞                                        | 嘘嘘嘘でも愛してる （嘘嘘嘘、でも愛してる）                                                                                       | 川田戯曲                                       | [ 39 ] |
| 第32回 （2019年）     | 銀賞                                            | 我が一刀をもって彼女を殺す （大罪烙印の魔剣使い 〜歴史の闇に葬られた【最強】は、未来にてその名を轟かせる〜）                      | SINONOME REQUIEM OVERZONE （東雲立風）         | [ 39 ] |
| 第32回 （2019年）     | 入選                                            | 2.5次元な彼女の創り方 | 東雲風音                                       | [ 39 ] |
| 第33回 （2020年）     | 大賞                                            | 剣と魔王のサイバーパンク （魔王2099）                                                                                             | 紫大悟                                         | [ 40 ] |
| 第33回 （2020年）     | 金賞                                            | 魔女さん、ちょっとお願いがあるのですが？ （魔女と始める神への逆襲 道化の魔女と裏切られた少年）                                    | 水原みずき                                     | [ 40 ] |
| 第33回 （2020年）     | 銀賞                                            | 母親がエロラノベ大賞受賞して人生詰んだ （母親がエロラノベ大賞受賞して人生詰んだ せめて息子のラブコメにまざらないでください）      | 夏色青空                                       | [ 40 ] |
| 第33回 （2020年）     | 審査員 特別賞                                   | 奴隷の勇者は終戦に叫ぶ （少女と血と勇者先生と）                                                                                   | 蒼木いつろ                                     | [ 40 ] |
| 第33回 （2020年）     | 入選                                            | 門番少女と屋上のとびら （門番少女と雨宿りの日常）                                                                                 | ウルトラSUPER寿司サンダーBW２ （寿司サンダー） | [ 40 ] |
| 第33回 （2020年）     | 入選                                            | デスゲ脳なヒロインにラブコメは無理ゲーですか？ （デスゲームで救ってくれたから、私をあなたの好きにしていいよ）                     | 進九郎                                         | [ 40 ] |
| 第34回 （2021年）     | 金賞                                            | 薄幸のロザリンド （純白令嬢の諜報員）                                                                                             | 妄執 （桜生懐）                                | [ 41 ] |
| 第34回 （2021年）     | 金賞                                            | 帳（） （火群（）大戦） | 熊谷茂太                                       | [ 41 ] |
| 第34回 （2021年）     | 銀賞                                            | 完璧な佐古さんは自ら落ちぶれていくようです （完璧な佐古さんは僕（）みたいになりたい）                                             | 山賀塩太郎                                     | [ 41 ] |
| 第34回 （2021年）     | 橘公司 特別賞                                   | 星を掴んだ凡人の話 （青のアウトライン 天才の描く世界を凡人が塗りかえる方法）                                                      | 日日綴郎                                       | [ 41 ] |
| 第34回 （2021年）     | 入選                                            | 嘘つき戦闘狂とまよえる羊 （この教室は、武力に守られている）                                                                       | 阪田咲話                                       | [ 41 ] |
| 第34回 （2021年）     | 入選                                            | 魔法使いは魔法を使えない | 留祓                                           | [ 41 ] |
| 第35回 （2022年）     | 大賞                                            | VTuberの魂、買い取ります。〜君に捧ぐソウル・キャピタリズム〜 （VTuberのエンディング、買い取ります。）                             | 朝依しると                                     | [ 42 ] |
| 第35回 （2022年）     | 金賞                                            | 毒舌後輩女子におちょくられて今夜も眠れない （「一緒に寝たいんですよね、せんぱい?」と甘くささやかれて今夜も眠れない）              | Yuiz （ヰ森奇恋）                              | [ 42 ] |
| 第35回 （2022年）     | 金賞                                            | 魔王様は末代まで呪いたい! 元魔王と英雄の倅の人魔再統一物語 （囚人諸君、反撃の時間だ）                                             | 蒼塚蒼時                                       | [ 42 ] |
| 第35回 （2022年）     | 銀賞                                            | モニカの騎士道 （僕は、騎士学院のモニカ。）                                                                                       | 陸そうと                                       | [ 42 ] |
| 第35回 （2022年）     | 羊太郎 特別賞                                   | 基礎から学べる美少女スマホがわかる本 （もしもし?わたしスマホですがなにか?）                                                       | 弥高 （早月やたか）                            | [ 42 ] |
| 第35回 （2022年）     | 入選                                            | 怪盗の灰色ユースティティア | 鴨河                                           | [ 42 ] |
| 第36回 （2023年）     | 大賞                                            | シン・夏目漱石 （夏目漱石ファンタジア）                                                                                           | 零余子                                         | [ 43 ] |
| 第36回 （2023年）     | 金賞                                            | 主人公性人型兵器 -スターゲイザー-                                                                                                 | 服部大河                                       | [ 43 ] |
| 第36回 （2023年）     | 細音啓特別賞                                    | 主人公性人型兵器 -スターゲイザー-                                                                                                 | 服部大河                                       | [ 43 ] |
| 第36回 （2023年）     | 金賞                                            | バックドロップ・センターマイク （君と笑顔が見たいだけ）                                                                           | 新田漣                                         | [ 43 ] |
| 第36回 （2023年）     | 銀賞                                            | くずとビッチ | 大空大姫                                       | [ 43 ] |
| 第36回 （2023年）     | 銀賞                                            | 貧乏学生の戦争回避術 （女王陛下に婿入りしたカラス）                                                                               | 坂巻蝸牛 （逆巻蝸牛）                          | [ 43 ] |
| 第36回 （2023年）     | 銀賞                                            | 血眼紀行 （血眼回収紀行） | 可笑林                                         | [ 43 ] |
| 第37回 （2024年）     | 大賞                                            | 召喚学園の生徒だけど守護獣が異形すぎて邪教徒だと疑われています （なぜ逃げるんだい? 僕の召喚獣は可愛いよ）                         | 夜迎樹                                         | [ 44 ] |
| 第37回 （2024年）     | アンバサダー特別賞                              | 召喚学園の生徒だけど守護獣が異形すぎて邪教徒だと疑われています （なぜ逃げるんだい? 僕の召喚獣は可愛いよ）                         | 夜迎樹                                         | [ 44 ] |
| 第37回 （2024年）     | 金賞                                            | 世界を滅ぼしかけて偉そうにするんじゃない                                                                                          | ショーン田中                                   | [ 44 ] |
| 第37回 （2024年）     | 羊太郎特別賞                                    | 世界を滅ぼしかけて偉そうにするんじゃない                                                                                          | ショーン田中                                   | [ 44 ] |
| 第37回 （2024年）     | 銀賞                                            | 聖剣、オリーブ、祈りの青 | 右弍沙節                                       | [ 44 ] |
| 第37回 （2024年）     | 橘公司特別賞                                    | クラウド・スレッド──ディストピア・オーバー・インフェルノ                                                                          | 八火照                                         | [ 44 ] |